# Ivo Balentović
Ivo Balentović (Županja, 25. travnja 1913. – Županja, 4. kolovoza 2001.), pjesnik, novelist, romanopisac, pisac za djecu, književni prevoditelj, urednik, novinar i putopisac.

## Životopis
Ivo Balentović rođen je u Županji 1913. godine. Nakon završene srednje škole, bavi se novinarstvom i publicistikom. Između dva svjetska rata surađivao je u Jutarnjem listu i Hergešićevu Obzoru. Tijekom drugog svjetskog rata u Zagrebu radi kao radijski novinar, objavljuje u Hrvatskom narodu. Kao novinar prati Crnu legiju na pohodu u istočnoj Bosni i o tome objavljuje knjižicu zajedno s Ivanom Softom. Od konca 1942. godine do kraja rata kao politički neangažiran slobodni novinar radno boravi u Bugarskoj. Potkraj lipnja 1945. godine vraća se u Zagreb. U Jugoslaviji doživljava sumnjičenja i progone zbog neodlaska u partizane. Nakon 1948. godine postaje nepoćudan zbog braka s bugarskom državljankom. Godine 1961. napušta rodnu Županju i odlazi u Umag, gdje je, između ostalog, radio i kao pismoslikar. U Umagu je pokrenuo osnivanje ogranka Matice hrvatske. Bio je član Društva hrvatskih književnika od 1972. godine i Društva hrvatskih književnih prevoditelja te Matice hrvatske. Surađivao u reviji Marulić, Glasu Koncila i Vijencu a pojedina Balentovićeva književna ostvarenja emitirana su na valovima hrvatskih radijskih postaja Zagreb, Osijek, Vinkovci i Županja. Dobitnik je više književnih nagrada i priznanja.

## Književno stavaralaštvo
Ivo Balentović počinje pisati i objavljivati 1930-ih godina dvadesetog stoljeća i prve objavljene knjige su mu Život za opanke iz 1936. godine i Krvavi ples (pjesme) iz 1939. godine. Balentovićeva djela prevedena su na bjeloruski, bugarski, talijanski i češki jezik. Kao prevoditelj poeziju i prozu prevodi sa slovenskog, makedonskog i bugarskog jezika (djela Elisavete Bagrjane, Emilijana Staneva, Blage Dimitrove). Pisao je pod pseudonimom (Ivo Posavac, Ivo Dragić, V. Bežanski) a ponekad i samo pod inicijalima (I. B.). Od 1967. do 1993. godine izdaje vlastiti književni list Susreti. Napisao je prvi kulturno-povijesni vodič Umaga i okolice, 1964. godine, tiskan na hrvatskom, njemačkom i talijanskom jeziku.
Bavio se također i športskom publicistikom objavljujući knjigu Prva lopta 1980. godine (2. izd. Prva lopta u Hrvatskoj, ABA Zagreb, Županja-Umag-Zagreb, 1995.) te kao urednik i pisac sudjeluje u nizu monografija o nogometnom klubu Graničar iz Županje. 
Od svojih književnih početaka iz 1936. godine pa do smrti 2001. godine Ivo Balentović objavio je tridesetak knjiga, ponajviše pripovjedne proze, zatim pjesama, putopisa, rasprava i ogleda.

## Djela
- Život za opanke, (novele), Jastrebarsko, 1936.
- Krvavi ples, (pjesme), Matica hrvatska Pododbor, Županja, 1939.
- Ranjeni galeb: pjesme šestorice, Naklada "Hrvatski orač", Zagreb, 1942. (suautori Frano Alfirević, Salih Alić, Gustav Krklec, Nikola Šop i Vlado Vlaisavljević)[7]
- Polomljene grane, Narodna prosvjeta, Zagreb, 1942.
- Kako je minula Buga, (roman), Biblioteka Hrvatskog lista, Osijek, 1944.
- Ciganske varijacije, (pjesme), (vlastita naklada, Zagreb, 1954. (pod pseudonimom Ivo Posavac)[7] (suautor Ferdo Bačić)
- U sjeni šume, Društvo radnika pisaca N.R Hrvatske, Zagreb, 1955. (suautor Ferdo Bačić)
- Balkanske priče, Krug, Vinkovci, 1956.
- Ljubav, smijeh i suze, (kratke priče), vlastita naklada, Vinkovci, 1959.
- Tin u anegdotama, 1960., (2. izd. Vinkovci–Umag, 1991.) (suautor Salih Alić)
- Boema, vlastita naklada, Umag, 1961.
- Među šumama i vodama, (crtice), vlastita naklada, Rijeka, 1962.
- U sjeni zaborava, (životopisi Mate Blaževića i Josipa Lovretića), Vinkovci, 1963.
- Balada o rastanku, (pjesme), Matica hrvatska Umag, Umag, 1969.
- Dječak i limena truba, Hrvatsko književno društvo Sv. Ćirila i Metoda, Zagreb, 1969., (2. izd. Mladost, Zagreb, 1993., češko izd. Kluk z cirkusu, Albatros, Prag, 1990.) (prijevod na češki Emil J. Havlíček, ilust. Nadežda Bláhová.)
- Preko devet brda i dolina, (novele), vlastita naklada, Umag, 1973.
- Gole priče, vlastita naklada, Umag, 1973.
- Proljetni nemir, (priče), vlastita naklada, Umag–Zagreb, 1978.
- Sreća je nešto drugo, (kratke priče), Društvo književnika Hrvatske – Sekcija za Slavoniju i Baranju, Vinkovci, 1981.
- Kronika mrtvog doma, (pripovijetke), Društvo književnika Hrvatske – Sekcija za Slavoniju i Baranju, Vinkovci, 1983.
- Doživljaji Martina Klina i druge priče, vlastita naklada, Umag, 1985.
- I to je život, (kratke priče), Ogranak Matice hrvatske, Umag, 1995.
- Osmijeh zlatne doline, Privlačica d.o.o., Vinkovci, 1996.
- Slom Ivana Mekog, (roman), Privlačica d.o.o., Vinkovci, 1997.
- Ničiji čovjek, (roman), Privlačica d.o.o., Vinkovci, 1998.
- Pogled preko ramena, (novele i kratke priče), Privlačica d.o.o., Vinkovci, 2001.

### Športska publicistika
- Prva lopta, vlastita naklada, Umag-Županja, 1980., (2. izd. Prva lopta u Hrvatskoj, ABA Zagreb, Županja-Umag-Zagreb, 1995.).

### Posmrtno
- Cirkus, Privlačica d.o.o., Vinkovci-Pula-Umag, 2007.

## Nagrade i priznanja
- Nagrada Fonda grada Rijeke "Drago Gervais" (1972. i 1975.)
- Nagrada za cjelokupan književni opus u sklopu "Dana Josipa i Ivana Kozarca" (Vinkovci, 1997.)
- Povelja "Visoka žuta žita" za trajan doprinos hrvatskoj književnosti (Drenovci, 2000.)

## Vanjske poveznice
- Grad Županja - Poznati Županjci